# Сато, Дайсукэ (мангака)
Дайсукэ Сато (яп. 佐藤大輔 Сато: Дайсукэ, 3 апреля 1964, Исикава, Япония – 22 марта 2017) — японский писатель, создатель настольных игр.

## Биография
Он создал мангу Imperial Guards (с иллюстрациями Ю Ито) и Highschool of the Dead (с иллюстрациями Сёдзи Сато). Imperial Guards была номинирована на Культурную премию имени Осаму Тэдзуки в 2007 году и первую Манга тайсё в 2008 году. Скончался 22 марта 2017 года от ишемической болезни сердца.

### Манга
- Imperial Guards
- Highschool of the Dead (яп. 学園黙示録 HIGHSCHOOL OF THE DEAD)